# Diocesi di Wau
La diocesi di Wau (in latino Dioecesis Vavensis) è una sede della Chiesa cattolica nel Sudan del Sud suffraganea dell'arcidiocesi di Giuba. Nel 2022 contava 4.041.000 battezzati su 5.389.000 abitanti. È retta dal vescovo Matthew Remijio Adam Gbitiku, M.C.C.I.

## Territorio
La diocesi comprende la parte nord-occidentale del Sudan del Sud e precisamente gli stati di Bahr al-Ghazal Settentrionale e Bahr al-Ghazal Occidentale, la maggior parte dello stato di Warrap (la cui porzione meridionale fa parte della diocesi di Rumbek) e l'area "con speciale status amministrativo" di Abyei.
Sede vescovile è la città di Wau, dove si trova la cattedrale di Santa Maria.
Il territorio è suddiviso in 25 parrocchie.

## Storia
La prefettura apostolica di Bahr el-Ghazal fu eretta il 30 maggio 1913 con il decreto Quam multis di Propaganda Fide, ricavandone il territorio dal vicariato apostolico del Sudan o dell'Africa centrale (oggi arcidiocesi di Khartoum).
Il 13 giugno 1917 la prefettura apostolica fu elevata a vicariato apostolico con il breve Ut mature di papa Benedetto XV.
Il 12 giugno 1923, il 3 marzo 1949 e il 3 giugno 1955 cedette porzioni del suo territorio a vantaggio dell'erezione rispettivamente delle prefetture apostoliche del Nilo equatoriale (oggi arcidiocesi di Gulu) e di Mupoi (oggi diocesi di Tombura-Yambio) e del vicariato apostolico di Rumbek (oggi diocesi).
Il 26 maggio 1961 cambiò nome in favore di vicariato apostolico di Wau.
Il 12 dicembre 1974 il vicariato apostolico è stato elevato a diocesi con la bolla Cum in Sudania di papa Paolo VI.

## Cronotassi dei vescovi
Si omettono i periodi di sede vacante non superiori ai 2 anni o non storicamente accertati.
- Antonio Stoppani, M.C.C.I. † (30 maggio 1913 - novembre 1933 dimesso)
- Rodolfo Orler, M.C.C.I. † (11 dicembre 1933 - 19 luglio 1946 deceduto)
- Edoardo Mason, M.C.C.I. † (8 maggio 1947 - 10 maggio 1960 nominato vicario apostolico di El Obeid)
- Ireneus Wien Dud † (10 maggio 1960 - 12 dicembre 1974 nominato arcivescovo di Giuba)
- Gabriel Zubeir Wako (12 dicembre 1974 - 30 ottobre 1979 nominato arcivescovo coadiutore di Khartoum)
- Joseph Bilal Nyekindi † (24 ottobre 1980 - 2 novembre 1995 dimesso)
- Rudolf Deng Majak † (2 novembre 1995 - 6 marzo 2017 deceduto)
  - Sede vacante (2017-2020)
- Matthew Remijio Adam Gbitiku, M.C.C.I., dal 18 novembre 2020

## Statistiche
La diocesi nel 2022 su una popolazione di 5.389.000 di persone contava 4.041.000 battezzati, corrispondenti al 75,0% del totale.
| anno | popolazione | popolazione | popolazione | presbiteri | presbiteri | presbiteri | presbiteri                | diaconi | religiosi | religiosi | parrocchie |
| anno | battezzati  | totale      | %           | numero     | secolari   | regolari   | battezzati per presbitero | diaconi | uomini    | donne     | parrocchie |
| ---- | ----------- | ----------- | ----------- | ---------- | ---------- | ---------- | ------------------------- | ------- | --------- | --------- | ---------- |
| 1950 | 22.000      | 750.000     | 2,9         | 3          | 3          |            | 7.333                     |         | 54        | 37        | 11         |
| 1970 | 67.000      | 962.504     | 7,0         | 10         | 10         |            | 6.700                     | 1       | 10        | 13        |            |
| 1980 | 212.180     | 1.398.000   | 15,2        | 23         | 15         | 8          | 9.225                     |         | 14        | 10        | 15         |
| 1990 | 477.000     | 1.770.000   | 26,9        | 14         | 5          | 9          | 34.071                    |         | 22        | 17        | 15         |
| 1999 | 760.000     | 2.450.000   | 31,0        | 17         | 10         | 7          | 44.705                    |         | 15        | 13        | 16         |
| 2000 | 990.000     | 3.000.000   | 33,0        | 30         | 19         | 11         | 33.000                    |         | 21        | 15        | 21         |
| 2001 | 1.190.000   | 3.500.000   | 34,0        | 30         | 20         | 10         | 39.666                    |         | 20        | 16        | 20         |
| 2002 | 1.190.000   | 3.500.000   | 34,0        | 19         | 13         | 6          | 62.631                    |         | 15        | 15        | 17         |
| 2010 | 2.800.000   | 4.000.000   | 70,0        | 31         | 19         | 12         | 90.322                    |         | 30        | 19        | 13         |
| 2012 | 2.800.000   | 4.200.000   | 66,7        | 36         | 22         | 14         | 77.777                    |         | 27        | 23        | 14         |
| 2013 | 2.800.000   | 4.000.000   | 70,0        | 43         | 19         | 24         | 65.116                    |         | 34        | 28        | 19         |
| 2017 | 2.984.000   | 4.263.000   | 70,0        | 46         | 28         | 18         | 64.869                    | 1       | 28        | 28        | 19         |
| 2020 | 3.164.190   | 4.667.760   | 67,8        | 53         | 27         | 26         | 59.701                    |         | 36        | 28        | 20         |
| 2022 | 4.041.000   | 5.389.000   | 75,0        | 69         | 31         | 38         | 58.565                    | 1       | 46        | 46        | 25         |